# Епархия Дрезден-Майсена
 Епархия Дре́зден-Ма́йсена  (лат. Dioecesis Dresdensis-Misnensis, нем. Bistum Dresden-Meißen; до 1979 года — Епархия Ма́йсена) — епархия Римско-Католической церкви с центром в городе Дрезден, Германия. Епархия Дрезден-Майсена входит в митрополию Берлина. Кафедральным собором епархии Дрезден-Майсена является собор Пресвятой Троицы в Дрездене. В городе Баутцен находится сокафедральный собор святого Петра.
Управляющий епархией — преосвященный епископ Дрездена-Майсена Генрих Тиммереверс.

## История

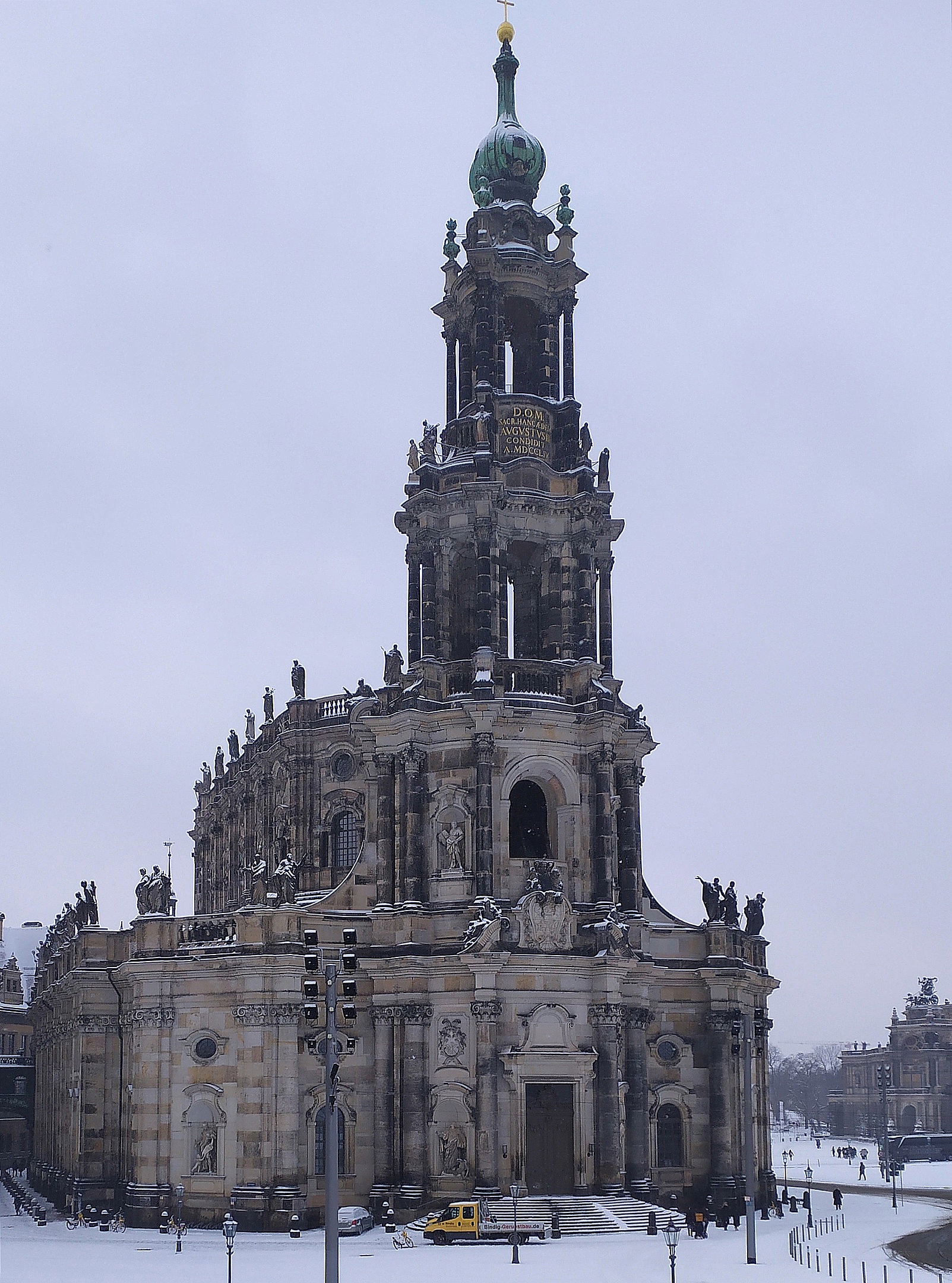
Кафедральный собор св. Троицы в Дрездене

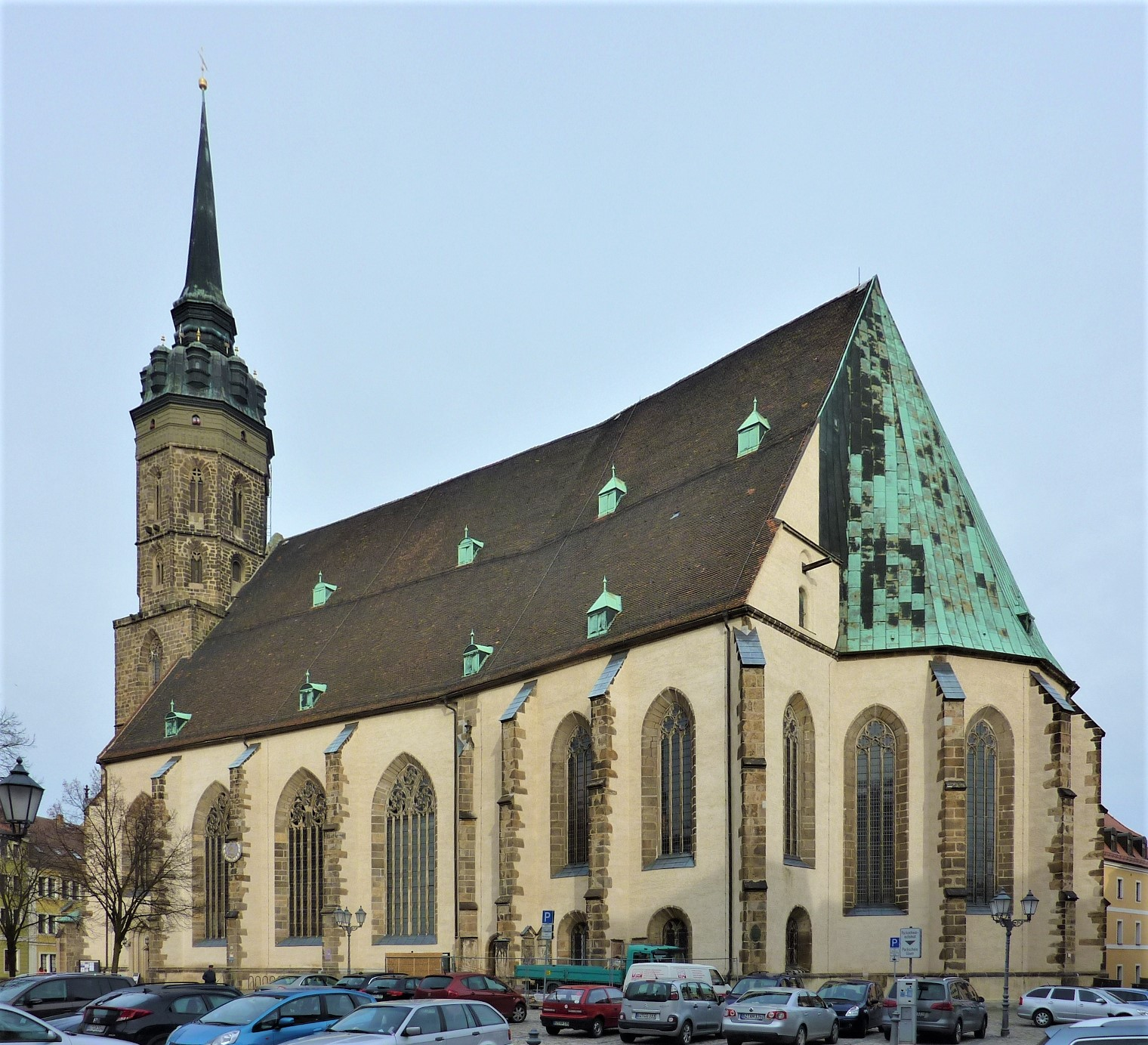
Конкафедральный собор св. Петра в Баутцене

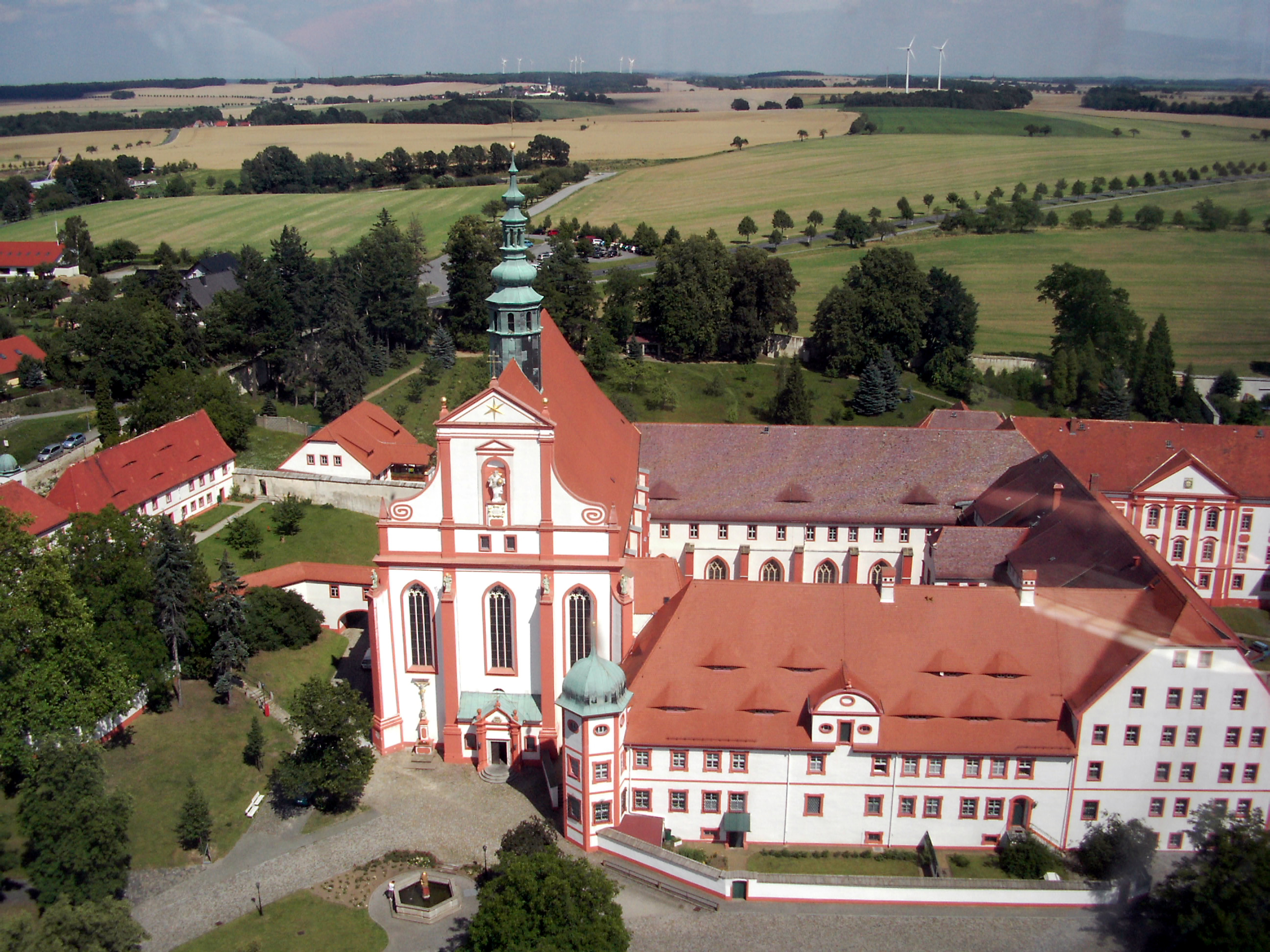
Женский монастырь Мариенштерн

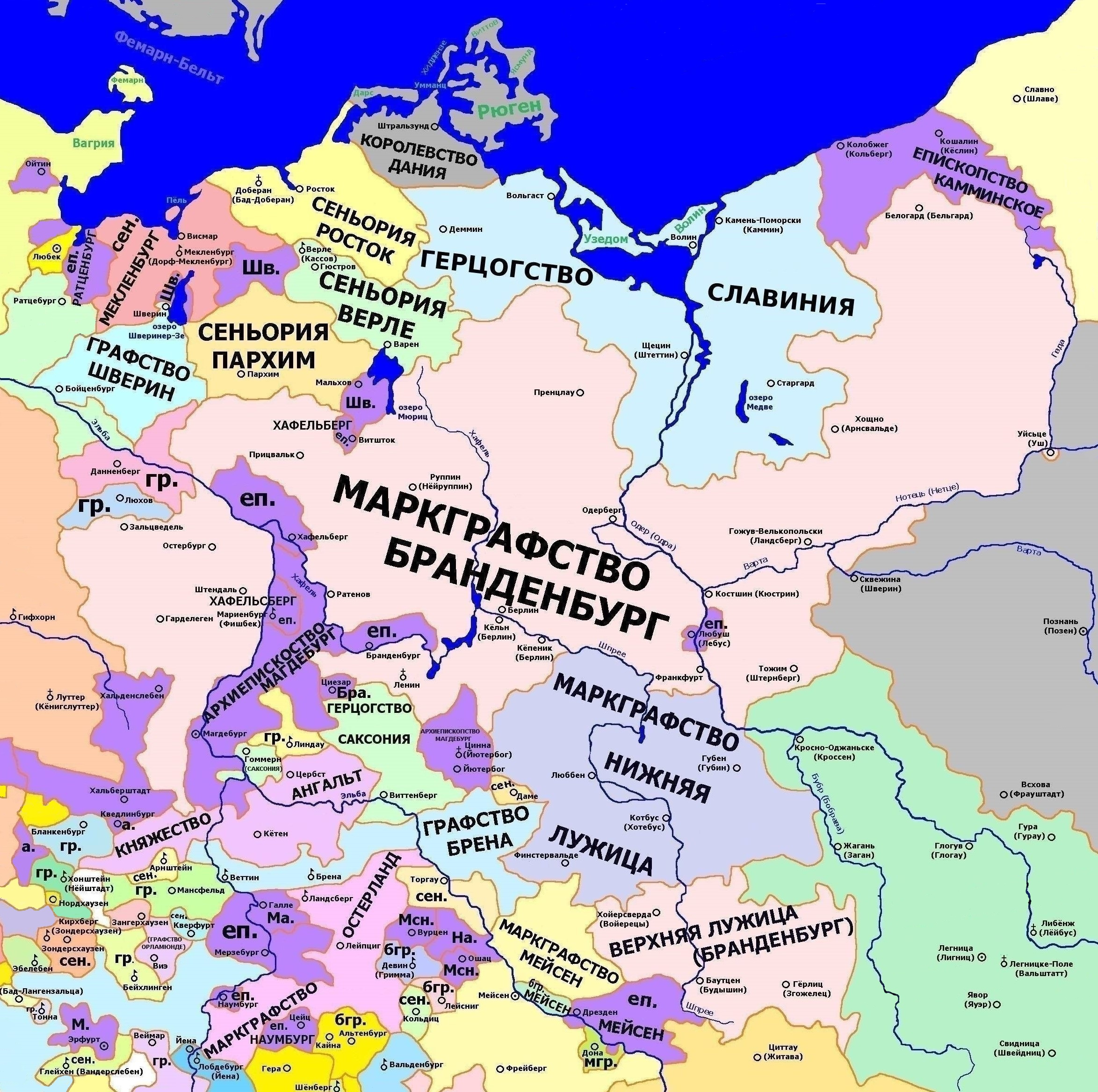
Епархия Дрезден-Майсена в 1250 году

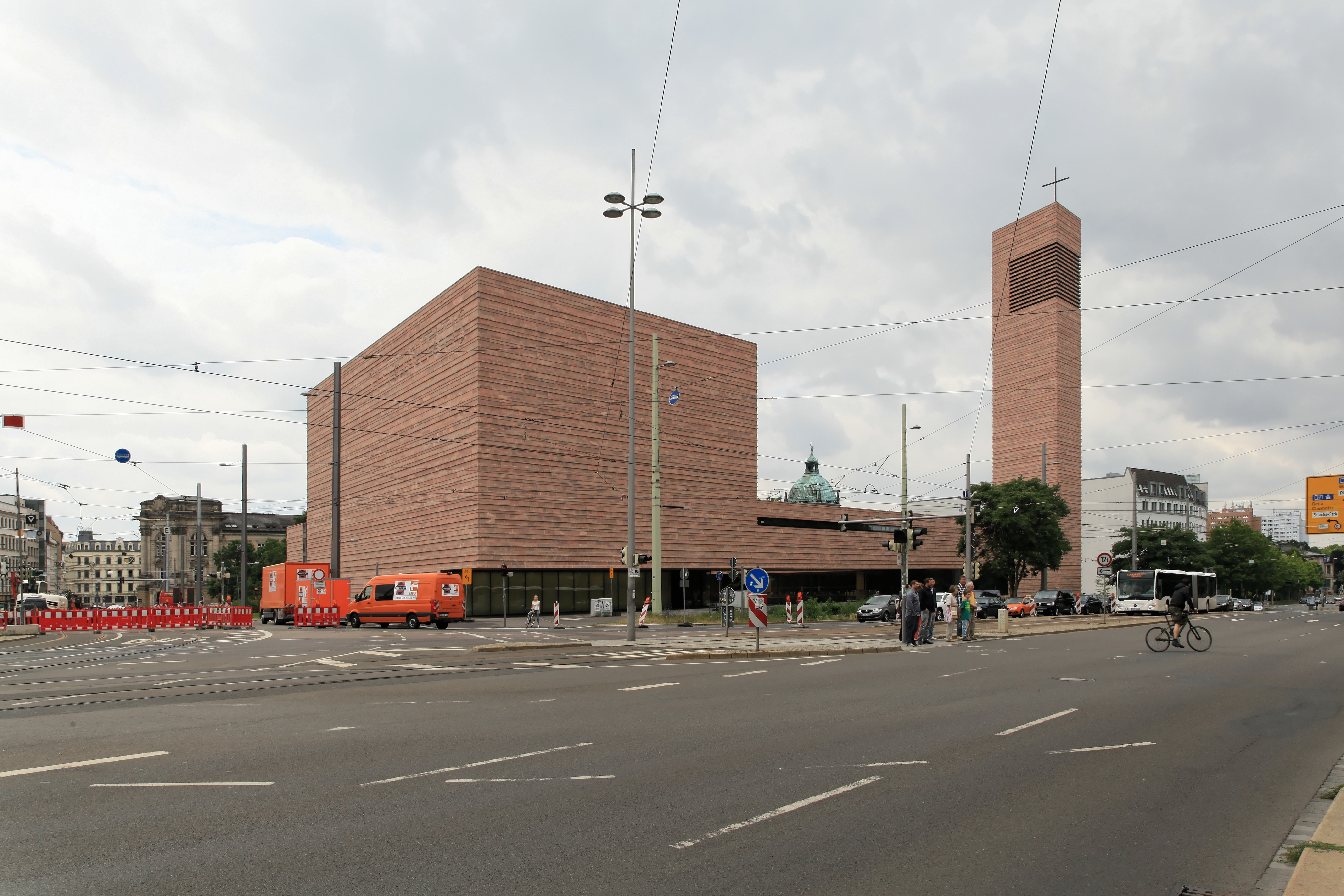
Церковь Святой Троицы (Лейпциг)

Епархия Дрезден-Майсена восходит к образованному в 968 году епископству Майсен. В XVI веке на территории епархии значительное влияние приобрело лютеранство, и она фактически прекратила своё существование. Взамен, для продолжения духовного окормления католиков Саксонии, в 1567 году Святым Престолом была учреждена апостольская префектура Лужицы. В 1821 году Римский папа Пий VII издал буллу «De salute animarum», которой передал часть территории апостольской префектуры Лужицы Вроцлавской архиепархии, после чего апостольская префектура Лужицы стала распространять свою юрисдикцию только лишь на саксонскую часть Верхней Лужицы.
24 июня 1921 года Римский папа Пий XI выпустил апостольскую конституцию Sollicitudo omnium ecclesiarum, которой преобразовал апостольскую префектуру Лужицы в епархию Майсена. В этот же день территория епархии Майсена была расширена за счёт включения в неё апостольского викариата Саксонии, центр которого находился в городе Баутцен. Епархия Майсена была присоединена к митрополии Берлина.
15 ноября 1979 года епархия Майсена была переименована в епархию Дрезден-Майсена.

## Ординарии епархии

### Епископы (968—1559)
| - 1. Бурхард (968—970); - 2. Фолькольд (970—992); - 3. Эйдо I (992—1015); - 4. Эйльвард (1016—1023); - 5. Хугберт (1023—1024); - 6. Дитрих I (1024—1046); - 7. Эйдо II (1040—1046); - Мейнвард (1046—1051, оспаривается); - 8. Бруно I (1046—1065); - 9. Райнер (1065—1066); - Крафт (1066, умер до вступления в должность); - 10. св. Бенно (1066—1106); - Sede Vacante (1106—1108); - 11. Хервиг (1108—1119); - Грамберт (1119—1125, оспаривается); - 12. Годебольд (1125—1140); - 13. Рейнвард (1140—1150); - Бертольд (1146—1150, оспаривается); - 14. Альбрехт I (1150—1152); - Бруно (II) (1152—1154, оспаривается); - 15. Герунг (1154—1170); - 16. Мартин (1170—1190); - 17. Дитрих II фон Китлиц (1191—1208); - 18. Бруно II фон Порстендорф (1209—1228); | - 19. Генрих (1228—1240); - 20. Конрад I фон Валльхаузен (1240—1258); - 21. Альбрехт II фон Муцшен (1258—1266); - 22. Витего I фон Фурра (1266—1293); - 23. Бернхард фон Каменц (1293—1296); - 24. Альбрехт III фон Лайзниг (1296—1312); - 25. Витего II фон Кольдиц (1312—1342); - 26. Иоганн I фон Изенбург (1342—1370); - Дитрих фон Шёнберг (1370, умер до вступления в должность); - 27. Конрад II фон Кирхберг-Валльхаузен (1370—1375); - 28. Иоганн II фон Енштейн (1375—1379); - 29. Николаус I Цигенбок (1379—1392); - 30. Иоганн III фон Китлиц (1392—1398); - 31. Тимо фон Кольдиц (1399—1410); - 32. Рудольф фон дер Планиц (1411—1427); - 33. Иоганн IV Хофман фон Швейдниц (1427—1451); - 34. Каспар фон Шёнберг (1451—1463); - 35. Дитрих III фон Шёнберг (1463—1476); - 36. Иоганн V фон Вайсенбах (1476—1487); - 37. Иоганн VI фон Зальхаузен (1487—1518); - 38. Иоганн VII фон Шлайниц (1518—1537); - 39. Иоганн VIII фон Мальтиц (1537—1549); - 40. Николаус II фон Карловиц (1550—1555); - 41. Иоганн IX фон Хаугвиц (1555—1559); |  |

### Апостольские префекты (1559—1920)
| - Иоганн Лайзентрит (1559—1586); - Грегор Лайзентрит (1586—1594); - Христоф Блёбель (1594—1609); - Август Видерин фон Оттерсбах (1609—1620); - Грегор Катман фон Мауруг (1620—1644); - Иоганн Хазиус фон Лихенфельд (1644—1650); - Мартин Саудриус фон Штернфельд (1650—1655); - Бернхард фон Шраттенбах (1655—1660); - Христофорус Иоганнес Райнхельд фон Райхенау (1660—1665); - Петер Франц Лонгинус фон Киферберг (1665—1675); | - Мартин Фердинанд Брюкнер фон Брюкенштейн (1676—1700); - Маттеус Иоганн Йозеф Фицки (1700—1713); - Мартин Бернхард Юст фон Фриденфельд (1714—1721); - Иоганн Йозеф Игнац Фрейшлаг фон Шмиденталь (1721—1743); - Якоб Воски фон Беренштамм (1743—1771); - Карл Лоренц Кардона (1772—1773); - Мартин Нуг фон Лихтенхофф (1774—1780); - Иоганн Йозеф Шюллер фон Эренталь (1780—1794); - Венцель Кобальц (1795—1796); | - Франц Георг Лок (1801—1831); - Игнац Бернхард Мауэрман (1831—1841); - Маттеус Кутшанк (1842—1844); - Йозеф Дитрих (1846—1853) - Людвиг Форверк (1854—1875); - Франц Бернерт (1876—1890); - Людвиг Валь (1890—1900); - Георг Вушански (13.02.1904 — 28.12.1905); - Франц Лёбман (30.01.1915 — 4.12.1920); |  |

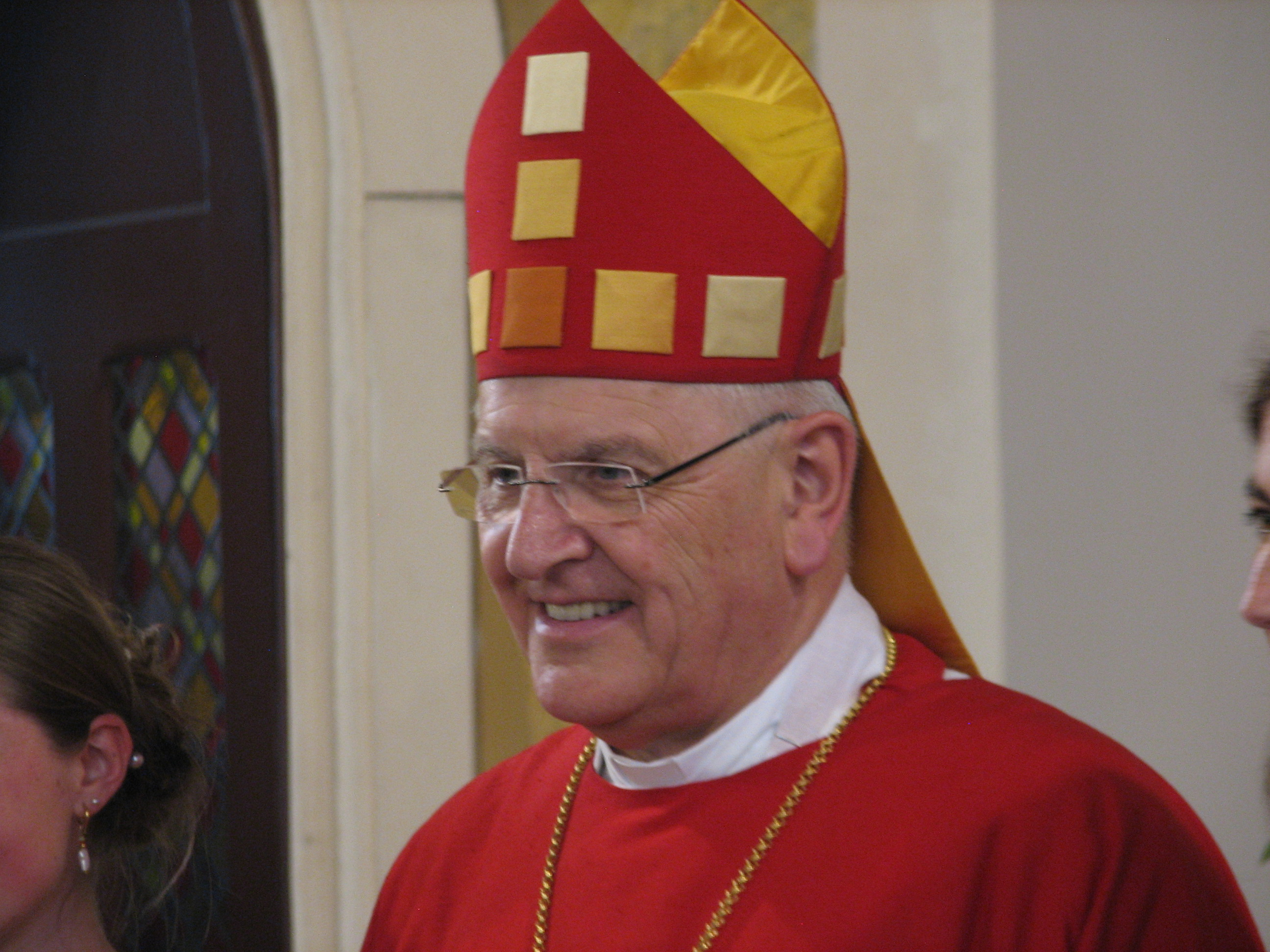
Управляющий епархией — Епископ Генрих Тиммереверс (с 2016 года)

### Епископы (с 1921)
- 42. Христиан Шрайбер (12.08.1921 — 13.08.1930) — назначен епископом Берлина;
- 43. Конрад Грёбер (13.01.1931 — 21.05.1932) — назначен архиепископом Фрайбурга;
- 44. Петрус Легге (9.09.1932 — 9.03.1951);
- 45. Генрих Винкен (9.03.1951 — 19.08.1957);
- 46. Отто Шпюльбек (23.06.1958 — 21.06.1970);
- 47. Герхард Шаффран (12.09.1970 — 1.08.1987);
- 48. Йоахим Фридрих Райнельт (2.01.1988 — 20.02.2012);
- 49. Хайнер Кох (18.01.2013 — 08.06.2015), назначен архиепископом Берлина.
- 50. Генрих Тиммереверс (с 29 апреля 2016 года — по настоящее время).

## Источник
- Annuario Pontificio, Libreria Editrice Vaticana, Città del Vaticano, 2007
- Pius Bonifacius Gams, Series episcoporum Ecclesiae Catholicae, Leipzig 1931, стр. 290—291
- Konrad Eubel, Hierarchia Catholica Medii Aevi, vol. 1 Архивная копия от 9 июля 2019 на Wayback Machine, стр. 344—345; vol. 2 Архивная копия от 4 октября 2018 на Wayback Machine, стр. 194; vol. 3 Архивная копия от 21 марта 2019 на Wayback Machine, стр. 247
- Булла Sollicitudo omnium ecclesiarum, AAS 13 (1921), стр. 409—411
- Декрет Ad satius animarum, AAS 72 (1980), стр. 93-94